# Beyond Capricorn
Para além de Capricórnio (Lisboa, Caderno, 2008) é um livro de 2007 escrito pelo jornalista Peter Trickett em que reforça a Teoria da descoberta da Austrália pelos portugueses, apresentada anos antes por Kenneth McIntyre.